# Линнхольм-Хойе

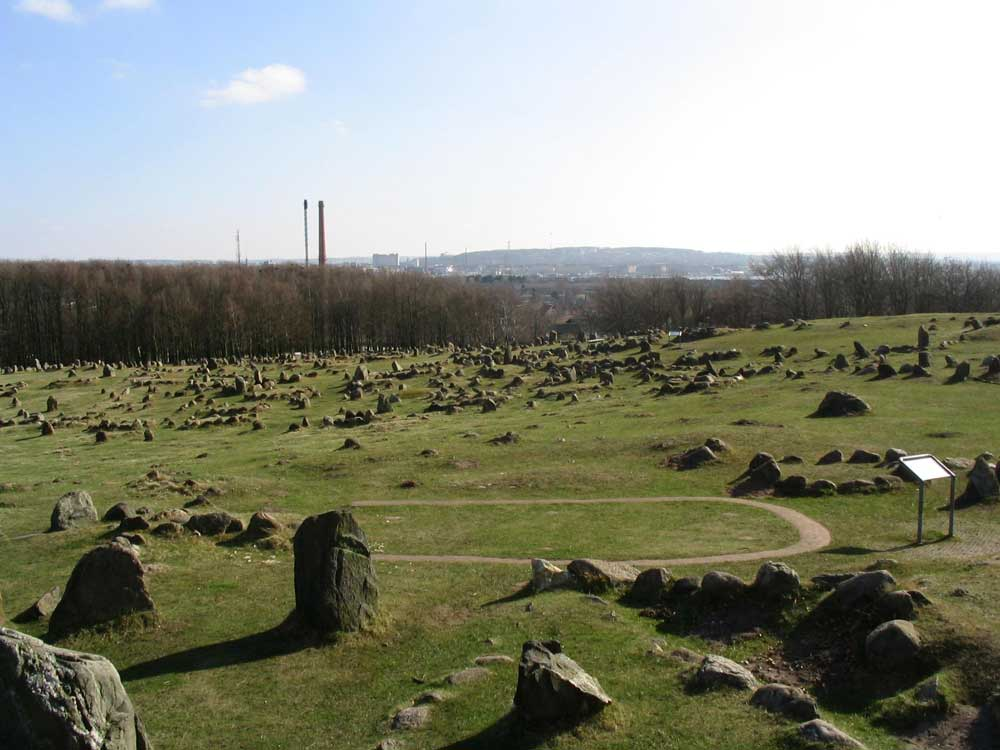

Линнхольм-Хойе (дат. Lindholm Høje) — одно из крупнейших сохранившихся захоронений викингов и бывшее поселение, расположенное к северу от датского города Ольборг на небольшом расстоянии от него.
Южная («нижняя») часть Линнхольм-Хойе датируется 1000—1050 годами н. э., то есть эпохой викингов, а северная («верхняя») часть — значительно более ранней эпохой, начиная с V века. Неизвестное число камней так или иначе исчезло из этой области на протяжении прошедшего с момента основания могильника времени — многие из них, например, были разрушены в XIX веке для использования их при строительстве дорог. Часть могильника эпохи викингов пострадала от этого процесса больше, нежели более древняя. Первые крупные археологические раскопки, ходом которых было охвачено 589 из приблизительно 700 могил, начались в 1952 году, хотя первые раскопки здесь были проведены ещё в 1889 году.
В результате раскопок были обнаружены следы поселения. Поселение располагалось на важном перекрёстке Лимфьорда — системы проливов, разделявшей территорию современной Ютландии. В эпоху викингов переправиться через неё можно было только в этом месте или же гораздо дальше вдоль фьорда на Аггерсунде — из-за болот, окружавших фьорд по обе стороны.
Поселение было заброшено примерно в 1200 году н. э.; это, вероятно, произошло по причине дрейфа песка от западного побережья, что являлось следствием обширного обезлесения и последующего перемещения песка внутрь полуострова посредством сильных западных ветров. Песок, покрывший местность, в значительной степени обеспечил её сохранность на протяжении последующих столетий.

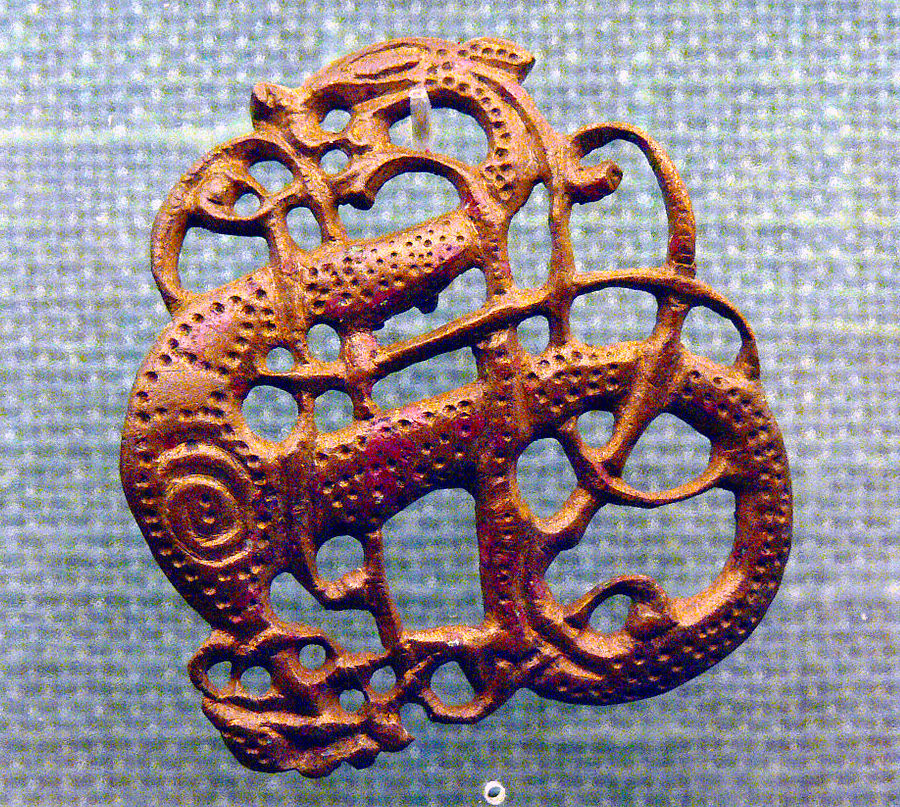
Брошь в урнском стиле из бронзы; такая же брошь из серебра была обнаружена в Линнхольм-Хойе.

Благодаря своему расположению и проходящим через него транспортным маршрутам поселение, по всей видимости, являлось во времена своего существования важным торговым центром, что подтверждается обнаруженными в этих местах изделиями из стекла, драгоценных камней и арабскими монетами. Серебряная брошь XI века, выполненная в урноском стиле, обнаруженная в одной из могил, оказалась моделью для изготовления бронзовых копий, которые изготавливались в ювелирной мастерской в Лунде в начале XII века.
Большинство обнаруженных захоронений содержало урны с прахом, хотя также было найдено несколько погребений трупов; по одной из версий, тенденция кремации или захоронения умерших зависела от конкретного исторического периода, а кремация в эпоху викингов вытеснила погребения трупов. Погребения трупов, так или иначе, были обнаружены под курганами и относились к довикинговой эпохе. Среди более поздних захоронений некоторые женские захоронения отличаются от общей массы размещением камней на них в виде круга или овала, однако большинство могил помечены группами камней либо в форме треугольника, либо в традиционной форме лодки (каменного корабля), что указывает на важность, которую викинги придавали размещению на воде. Структуры в форме кораблей представляют собой самые большие образцы из хорошо сохранившихся примеров подобных захоронений. Форма и размеры могил могли, по всей видимости, отражать статус погребённого человека — все они напоминают каменные корабли из захоронений англосаксонских, норвежских и шведских викингов и других раннесредневековых германских обществ.
Музей рядом с этим местом, созданный благодаря пожертвованию производителя цемента Aalborg Portland A/S в честь его столетия, был открыт в 1992 году. В 2008 году музей был расширен, в области Лимфьорда была открыта новая доисторическая выставка.